# Pyry (Warszawa)
Pyry, dawniej Pery – dawna kolonia, obecnie obszar MSI w dzielnicy Ursynów w Warszawie.

## Opis
Geneza nazwy Pyry jest niepewna. 
Miejscowość była pierwotnie kolonią, założoną pod koniec XVIII wieku na południe od Imielina. Liczyła wtedy kilka gospodarstw. Jej intensywny rozwój nastąpił pod koniec XIX wieku wraz z budową kolejki grójeckiej, która umożliwiała tani i szybki transport płodów rolnych do Warszawy. W 1921 roku w Pyry miały 60 domów i 421 mieszkańców.
W okresie międzywojennym Pyry nabrały charakteru letniska. W latach 30. na terenie Lasu Kabackiego wzniesiono kompleks budynków dla Sztabu Głównego Wojska Polskiego, w którym do 1939 mieścił się Referat Niemiecki Biura Szyfrów. Niemcy zajęli Pyry 8 września 1939 roku.
W 1951 miejscowość została włączona do Warszawy.

## Ważniejsze obiekty
- Kościół Świętych Apostołów Piotra i Pawła
- Biurowiec Rodan Systems

## Obiekty nieistniejące
- Przystanek kolejowy Warszawa Pyry